# قزاق
القَزَاقُ (بالقزاقية: ) من شعوب التُّرْكِ وهم أكثر أهل قَزَاقِسْتَانَ التي سميت بهم ومعناها بلاد القزاق. ولهم أيضا مساكنُ في البلاد المتصلة بقزاقستان كالصين التي يسكنها أكثر من ألف ألف قزاقي، وأقل من ذلك في أزبكستان وبلاد الروس، ونحو مئة ألف في بلاد المغول. والقزاقية لسان القزاق ويحسن كثير منهم التكلم بالروسية. والقزاق في اللغة بوزن فَعَال وهو اسم جنس جمعي واحده قَزَاقِيٌّ، وهو اسم لسكان قزاقستان، فإن أوجبت الضرورة الحديث عنهم دون غيرهم من القزاق قيل قَزَاقِسْتَانِيٌّ.
يرجع القزاق إلى أصول تركية ممثلة بقبائل القفجاق والكومان والنوغاي والخرلخ والخانكليز التركية. ومجموعات منغولية كالكيات والمنغود والجلاير والدغلات وغيرهم. ومن قبائل هندو-إيرانية كالووسون والسرمت والسكيثيين وغيرهم، وسكنوا بالمناطق الممتدة ما بين سيبيريا والبحر الأسود وقد بقوا في آسيا الوسطى عندما بدأ المغول والترك بحملاتهم العسكرية ما بين القرنين الخامس وحتى الثالث عشر.

## الأصل اللغوي لكلمة قزاق
بدأ القزاق باستخدام هذا المسمى ما بين القرنين 15 أو 16. هناك العديد من النظريات التي تحدثت عن مصدر كلمة قزاق. فهي كانت موجودة بالقواميس العربية والتركية خلال القرن 13م، وتعني كلمة قزاقستان إلى كلمة «قزاق» ومعناها في اللغة التركية القديمة مستقل أو حر. حيث أتت من كلمة كاز وتعني (طواف) حيث أن القزاق هم رجال السهوب الطوافين، وقد يكون مقتبسة من الكلمة المغولية خازاق: (العربة ذات العجلات التي يستخدمها القزاق لنقل خيامهم المسماة يارت مع الأمتعة.
في القرن ال19، ظهر شرح لغوي بأصل الكلمة على أنها أتت من التراث القزاقي للإوز الأبيض (قاز وتعني إوز، وآق يعني أبيض). وتقول الإسطورة بأن إوز السهوب الأبيض قد تحول إلى أمير والذي بدوره أعطى الحياة لأول قزاقي. تلك القصة الاشتقاقية تعتبر مختلة بسبب أن في اللغة التركية فإن الصفة تكون قبل الاسم، لذلك فإن الإوز الأبيض يكون آق قاز وليس قازآق.
وهناك نظرية أخرى عن أصل كلمة (قزاق) بأنها قادمة من كلمة تركية قديمة، وهي قزكاز، وقد تم ذكرها للمرة الأولى على نصب تركي نسخة محفوظة 5 فبراير 2006 على موقع واي باك مشين. من القرن الثامن، وحسب علماء اللغة التركية فإن اسم قزكاز قادمة من نفس الأصل الذي أتى منه الفعل «قزكان» ويعني ليحصل عليه أو ليأخذه. لذا فتعريف كلمة قزكاز هو الشخص الذي يبحث عن الفائدة والمصلحة.

## الثقافة

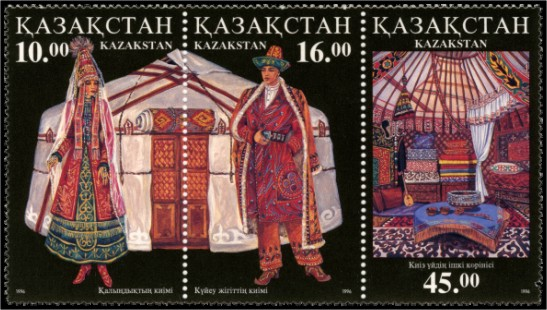
طوابع بريد قزاقية تعرض ملابس عريس تقليدية وثياب عروسه وبجانبهما الهيئة الداخلية للخيمة القزاقية المسماة يارت

بسبب التاريخ المعقد للقزاق، فإنهم يعرضون أشكال من التنوع بالنمط الظاهري، وإن كانت تميل في الغالب لعرض الميزات المنغولية. لكن من الإنصاف القول أن اللون البني الخفيف يكاد أن يكون هو القاعدة. ومن بين السمات الجسدية: الأنف المعقوف كمنقار النسر، طوية العين وارتفاع في عظام الوجنة. أما لون الشعر فيختلف عند القزاقيين من أسود قاتم كالفحم إلى الأحمر والبني الرملي. أما لون الأعين، فليس بالغريب أن ترى هناك أعين لونها بني أو أخضر أو حتى لونها أزرق.
هناك العديد من القزاق لديهم المهارة في أداء الأغاني القزاقية التقليدية، وأحد أهم الآلات الموسيقية التي تستخدم هناك تسمى دومبرا وهو عبارة عن عود به وترين. ويستخدم مفردا أو مع فرقة موسيقية. وهناك آلة موسيقية أخرى تسمى كوبيز وهي تشبه الربابة، تلك الآلتين هما عماد الفرقة الموسيقية القزاقية التقليدية. أشهر الملحنين هو كرمان غازي، والذي عاش بالقرن التاسع عشر. وأشهر المطربين بالحقبة السوفياتية كانت روزا ريمبافا، وقد كانت النجمة عبر النطاق السوفياتي. والتي تقارن بموسيقى الروك ولكن بموسيقى قزاقية تقليدية.

## اللغة
تتبع اللغة القزاقية لعائلة اللغات التركية، مثلها مثل اللغة الأزبكية والقيرغيزية والتترية والأويغورية والتركية والأذرية والتركمانية وغيرها العديد من اللغات الحية أو التاريخية الموجودة في أوروبا الشرقية وآسيا الوسطى وتركستان الشرقية وسيبيريا.
كانت القزاقية تكتب بالأحرف العربية حتى القرن ال19، حيث كان عدد من الشعراء الذي تتلمذوا بالمدارس الإسلامية يحرضون على الثورة ضد الروس. فجاءت ردة الفعل الروسية بأن أنشئوا المدارس العلمانية، واوجدوا طريقة للكتابة القزاقستانية بالأبجدية السيريلية، ولم يتم قبول ذلك بشكل عام. فعادت الأبجدية العربية للاستخدام في المدارس والحكومات المحلية سنة 1917.
وفي عام 1927 انطلقت الحركة القومية القزاقية والتي سرعان ما تم قمعها، ومنعت معها الكتابة بالأحرف العربية واستخدمت الأحرف اللاتينية بدلا عنها. وبعدها بفترة قصيرة أي عام 1940 استبدلت الأبجدية اللاتينية بالسيريلية.
وتعتبر القزاقية اللغة الرئيسية المستخدمة في قزاقستان جنبا إلى جنب مع الروسية. وتستخدم تلك اللغة أيضا في مقاطعة لي ذاتية الحكم الموجودة بشمال ولاية تركستان الشرقية الموجودة في الصين، حيث لا تزال تكتب بالأحرف العربية وفي أجزاء من منغوليا أيضا.

## القبلية القزاقية

توزيع مناطق نفوذ لقبائل القزاق الرئيسية الثلاث في أوائل القرن العشرين والمسماة بالجوز. الأحمر: جوز الكبرى، والبني: جوز الوسطى، الأخضر: جوز الصغرى.

نظرا لنمط الحياة القبلية الرعوية، فإن القزاق احتفظوا بملاحمهم القبلية من خلال النقل الشفوي. لذا كان لزاما عليهم تنمية كم هائل من الذكريات لأجل المحافظة على رصيد كاف من تاريخ تلك القبائل. فوطنهم الذي دمج القبائل الرحل القزاقستانية من مختلف الأصول، نجح في الحفاظ على ذاكرة أصول تلك العشائر. فالقزاقي سواء ذكرا كان أم انثى يجب عليه أن يحافظ على شجرة النسب بما لا يقل عن سبعة اجيال ويمسى هذا النظام سجري وهي مأخوذة من العربية شجرة، ونظام الزواج القزاقي هو تباعدي، أي يحرم الزواج بين الأفراد ذوو القرابة الواحدة حتى سبعة أجيال. فالزواج القبلي، يحسمه أصل الأب.
حاليا تتلاشى القبلية في قزاقستان الحديثة سواء خلال العمل الحكومي أو التجارة، وإن كان شيء طبيعي بينهم السؤال عن أصل الشخص ومن أي القبائل عند التعارف مع بعضهم البعض. وإن أضحى حاليا ضرورة أكثر من تقليد، فلا يوجد حاليا عداء بين القبائل. وبغض النظر عن الأصل فأنهم يعتبرون أنفسم أبناء وطن واحد.
أغلبية القزاق يرجعون إلى واحدة من ثلاث قبائل وتسمى جوز وهي: جوز الكبرى (Ulı juz) وجوز الوسطى (Orta juz) وجوز الصغرى (Kişi juz). وكل جوز تحتوي على قبائل (taypa) وعشائر (ruw). أما القزاق الذين هم خارج تلك المنظومة فينتمون إلى التالي: تور (أصولهم تعود مباشرة إلى جنكيز خان)، وخوجا (أصولهم تعود إلى العرب الأوائل الذين أتوا مع الفتوحات)، وتولنجت (تعود أصولهم إلى الأسرى الأويرات)، وسوناك (أصولهم مثل الخوجا- يرجعون إلى العرب القدماء)، وكولجن (تعود أصولهم إلى السكان السيراميين القدماء)

## الديانة
دخل الإسلام إلى أسلاف القزاق خلال القرن الثاني الهجري / الثامن ميلادي عندما وصلت الجيوش الإسلامية إلى أواسط آسيا. وقد بدأ انتشاره في المناطق الجنوبية لتركستان ومن ثم اتجه شمالا. وقد تعمقت جذور الدعوة الإسلامية خلال حكم السامانيين، خصوصا في المناطق المحيطة بطراز حيث دخل في الإسلام أعداد ضخمة من الترك. وأيضا في أواخر القرن الثامن هجري/الرابع عشر ميلادي انتشر الإسلام من خلال قبائل القزاق وقبائل آسيا الوسطى عن طريق حكام القبيلة الذهبية. وفي القرن الثاني عشر هجري/الثامن عشر ميلادي، بدأ النفوذ الروسي يتجه بسرعة نحو تلك المنطقة والمناطق الأخرى لآسيا الوسطى، وقادته الإمبراطورة كاترين الروسية. وقد أبدى الروس رغبتهم بالسماح للمسلمين بأداء شعائرهم حيث وجهت الدعوات لرجال الدين المسلمين لوعظ القزاق الذين يُنظر إليهم بأنهم شعب همج وليست لديه أي آداب أخلاقية. ولكن بدأت تلك السياسة تتغير نحو إضعاف الإسلام وذلك بإدخال العصبيات القبلية التي كانت رائجة قبل الإسلام، مثل محاولات إضافة طرق التمجيد التاريخية التي كانت موجودة في ماقبل الإسلام وفرض الشعور بالنقص والدونية وذلك بإرسال القزاق إلى المعاهد العسكرية المختصة لطبقة الصفوة من الروس ولكن بالمقابل ردت القيادات الدينية للقزاق بإثارة الحماس الديني بتبنيها نظام التتركة، ونتيجة لذلك فقد جرى الكثير من عمليات الاضطهاد لتلك الشعوب. وخلال الحقبة السوفيتية لم تنج من المراكز الإسلامية إلا التي يوجد حولها من السكان القزاق المسلمين مايفوق غير المسلمين وذلك من خلال أدائهم الشعائر الدينية اليومية. وفي محاولة لإدماج القزاق داخل المنظومة الشيوعية، فقد كانت الأهداف الرئيسية للتغيير الاجتماعي هي العلاقات بين الجنسين وأشكال الثقافة القزاقية الأخرى.
الملاحظ في الآونة الأخيرة بأن القزاق بدؤوا بالعمل تدريجيا في تنشيط المؤسسات الدينية الإسلامية بعد سقوط الاتحاد السوفياتي. فبدأ القزاق بالاقتران مع عقيدتهم الإسلامية. بل وتفانوا أكثر في مناطق الريف. فالذين يدعون بأنهم من أصول المسلمين الفاتحين الآتين في القرن الثاني الهجري/ الثامن ميلادي، فإنهم يلقون الاحترام الكبير في تلك المجتمعات. فالشخصيات السياسية القزاقية تولي اهتماما برعاية الوعي الإسلامي. فعلى سبيل المثال، وزير الشؤون الخارجية (مرات تزين) أكد قبل فترة بتعليق قزاقستان الأهمية الكبرى في استخدام «إمكانيات الإسلام الإيجابية، مستفيدة من التاريخ والثقافة وإرث البلاد».

## السكان القزاق في قزاقستان
الجدول المرفق يظهر النسبة المئوية لتعداد العرق القزاقي في قزاقستان طبقا لعدة إحصاءات
| 1897% | 1911% | 1926% | 1939% | 1959% | 1970% | 1979% | 1989% | 1999% | 2008% | 2009% |
| ----- | ----- | ----- | ----- | ----- | ----- | ----- | ----- | ----- | ----- | ----- |
| 73.9  | 60.8  | 59.5  | 38.0  | 30.0  | 32.6  | 36.0  | 39.7  | 53.4  | 59.8  | 67    |

## الأقليات القزاقية

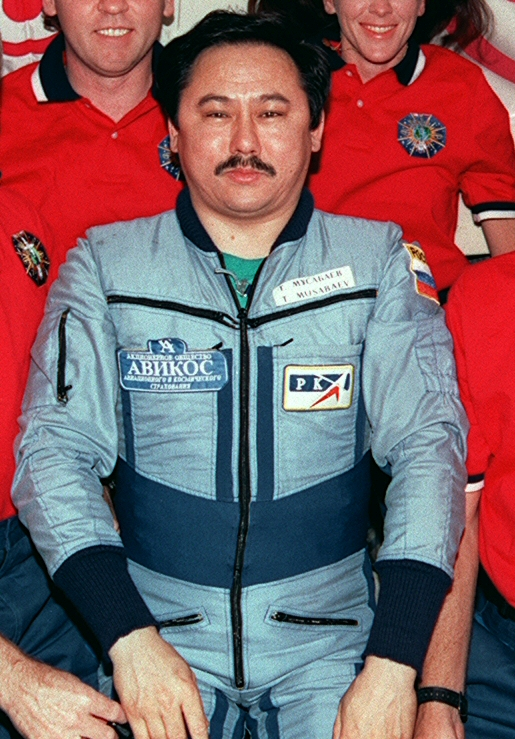
تالكات موسى باييف (رائد فضاء قزاقي)

### في روسيا
تقطن الأقلية القزاقية في روسيا في المناطق الحدودية مع قزاقستان. وطبقا لأقوال وزير القافة والإعلام القزاقي فإن عددهم 1,310,000 قزاقي موزعون على المناطق التالية: أستراخان وفولغوغراد وسمارا وأورنبرغ وتشيليابينسك وكورغان وتيومين وأومسك ونوفوسيبيرسك وألطاي كراي. فهؤلاء القزاق قد نالوا الجنسية الروسية بعد انهيار الاتحاد السوفياتي.

### في الصين

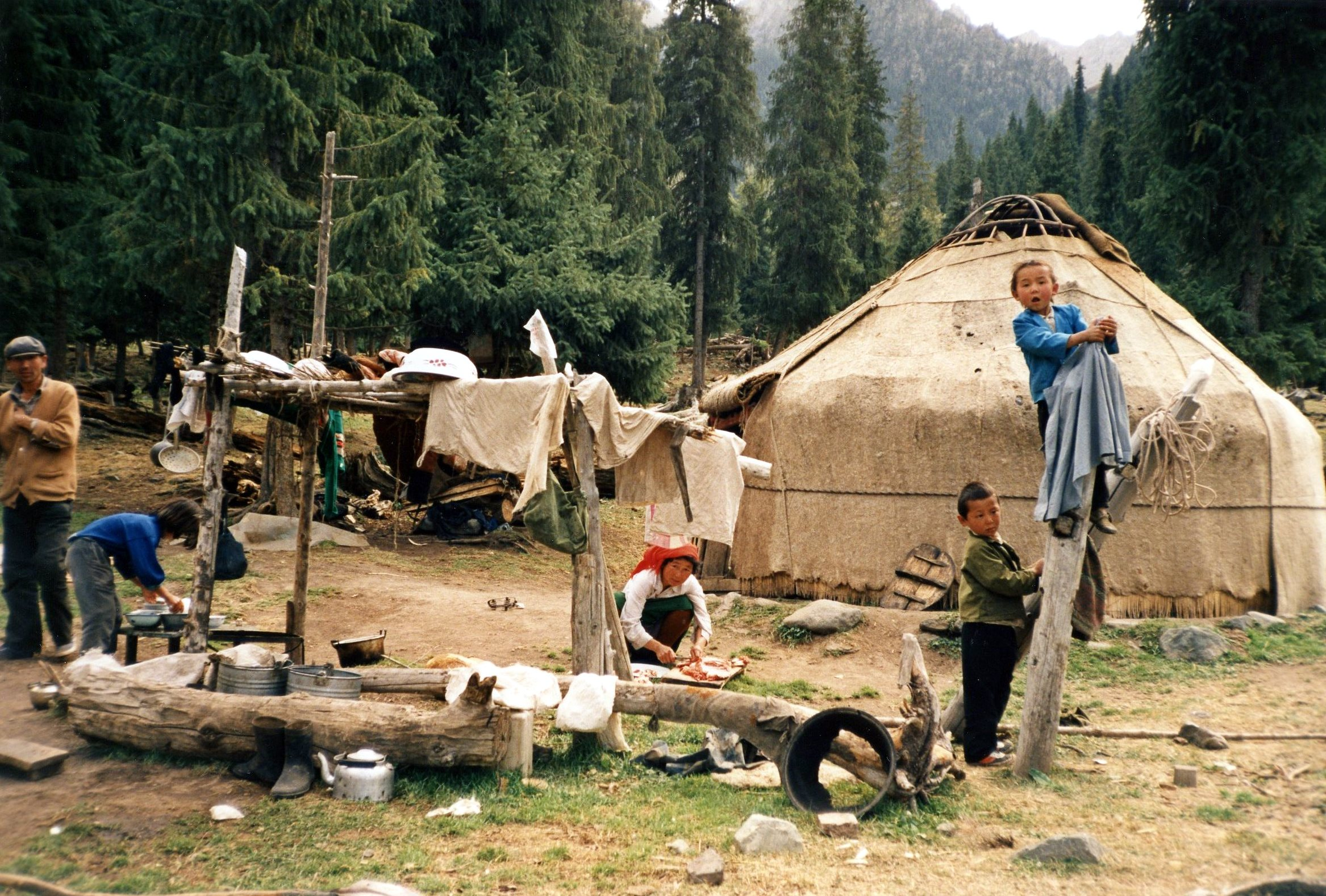
عائلة قزاقية في سنجان الصينية

يسمى القزاق بالصينية هاسيكي زو (哈萨克族; وتعني حرفيا «شعب القزاق» أو «قبائل القزاق») وهم إحدى العرقيات ال56 المعترف بها رسميا في جمهورية الصين الشعبية. ويوجد للقزاق منطقة ذاتية واحدة وهي منطقة القزاق ذاتية الحكم الموجودة في منطقة سنجان أويغور ذاتية الحكم، وثلاث مقاطعات ذاتية الحكم وهي: مقاطعة أقصاي ذاتية الحكم في قانسو ومقاطعة باركول قزاق الذاتية الحكم ومقاطعة موري قزاق الذاتية الحكم في منطقة سنجان أويغور ذاتية الحكم. هناك العديد من القزاق الموجودون في الصين لا يتكلمون اللغة المندرينية بطلاقة، وعوضا عن ذلك فهم يتكلمون اللغة القزاقية. ظهر مطرب قزاقي شاب في بداية القرن الحالي واسمه مامور رايسكان وهو من قيتاي في سنجان، ويعيش حاليا في بكين وقد حقق بعض الشهرة من إعادة استخدام الأغاني الشعبية القزاقية مع فرقته الموسيقية، وذلك باستخدام الجيتار والدمبرا مع قيثارة اليهود.

### بلدان أخرى
- منغوليا: يعيش الأغلبية من القزاق في محافظة أولجي. وينحدر معظم القزاق المنغوليون إلى عرق الجوز الوسطى (Orta juz) وهي الأكبر من بين الجوز الثلاث.
- أزبكستان: يعيش معظم الشعب القزاقي في مقاطعتي كاراكالباكستان وطشقند. وقد عادت الغالبية العظمي من القزاق إلى موطنهم الأصلي قزاقستان وخصوصا إلى أوبليس مانكيستاو وذلك بعيد سقوط الاتحاد السوفياتي. ينحدر معظم القزاق الموجودين في كاراكالباكستان من فروع قبيلة جوز الصغرى
- إيران: يعيش القزاق الإيرانيون بشكل رئيسي في محافظة كلستان بشمال إيران.[30] وطبقا ل (ethnologue.org) فقد كان هناك حوالي 3000 قزاقي يعيشون في إيران عام 1982 داخل مدينة جرجان.[31][32] وقد يكون ازداد عدد القزاق الإيرانيون قليلا، بسبب عودة الكثير منهم إلى قزاقستان بعد تفكك الاتحاد السوفيتي، إلى حيث أماكنهم التي هاجروا منها إلى إيران بعد الثورة البلشفية".[33]